# Gaia-Hypothese

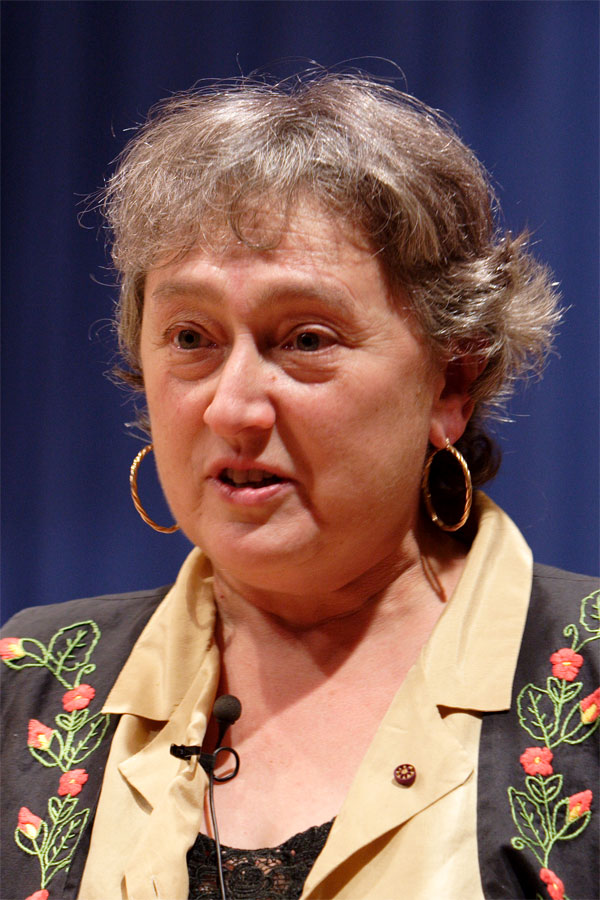
Lynn Margulis

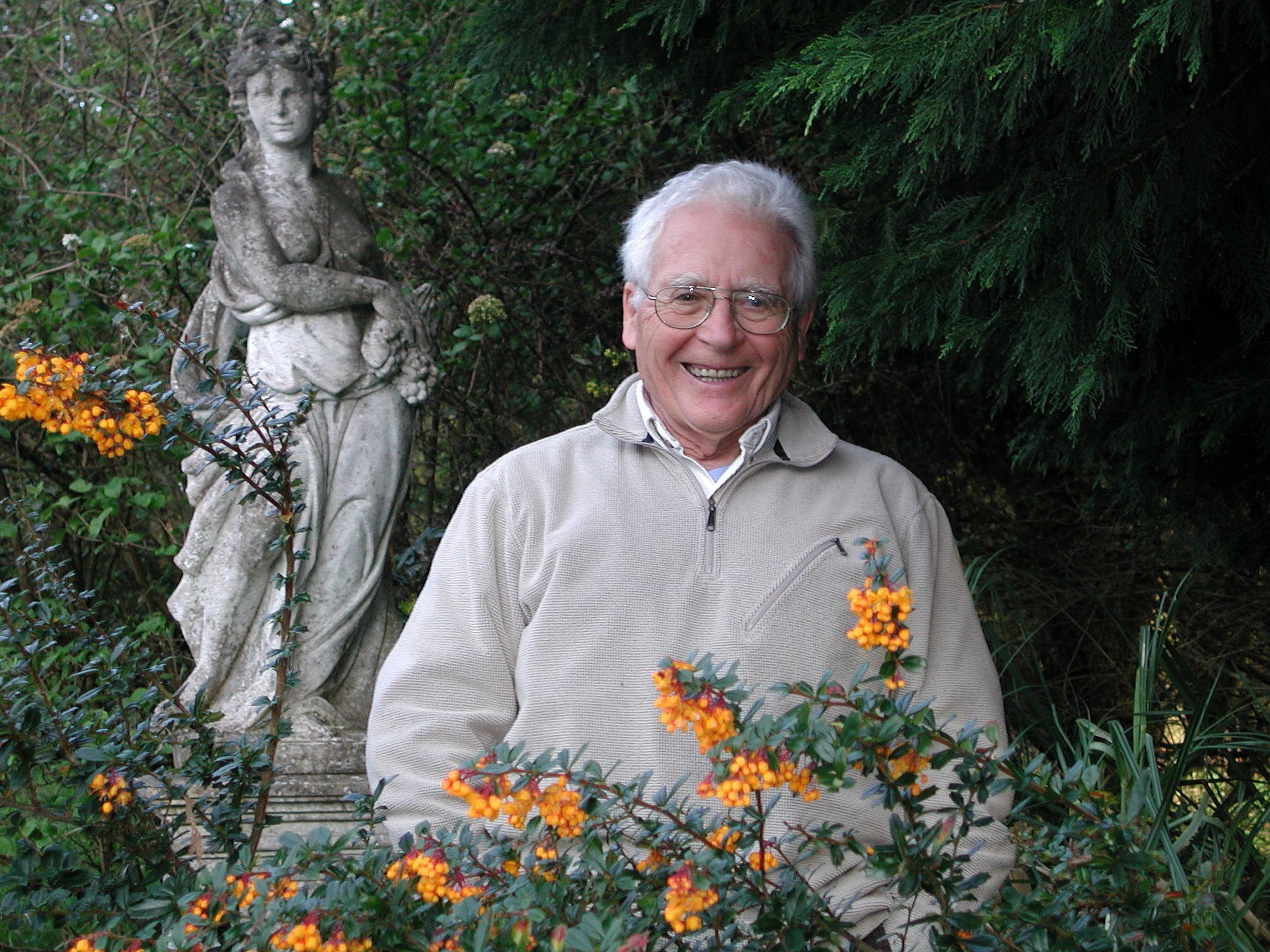
James Lovelock

Die Gaia-Hypothese wurde Anfang der 1970er-Jahre von der Mikrobiologin Lynn Margulis und dem Chemiker, Biophysiker und Mediziner James Lovelock entwickelt. Sie besagt, dass man die Erde und ihre drei obersten Sphären gemeinsam mit der Biosphäre wie ein Lebewesen betrachten könne, da die Biosphäre – die Gesamtheit aller Organismen – Bedingungen schaffe und erhalte, die nicht nur Leben, sondern auch eine Evolution komplexerer Organismen ermögliche. Die Erdoberfläche bilde demnach ein dynamisches System, das die gesamte Biosphäre stabilisiere, und Leben zeichne sich insbesondere durch die Fähigkeit von Lebewesen zur Selbstorganisation aus.
Der Name leitet sich von Gaia, der Großen Mutter in der griechischen Mythologie, ab. Die Gaia-Hypothese motivierte ihrerseits Beschäftigungsfelder wie Geophysiologie, die Landschaftsökologie in einen holistischen Kontext stellt.
Als älteste gedankliche Vorläufer der Hypothese nennt Lovelock Charles Darwins Evolutionstheorie und Alexander von Humboldts Werk Kosmos – Entwurf einer physischen Weltbeschreibung.

## Gaia-Hypothese und Faktenlage
In ihren Büchern tragen die Begründer der Gaia-Hypothese Fakten zusammen, die das Bild vom selbstorganisierenden, „lebenden“ Planeten stützen sollen. Jüngere geowissenschaftliche Erkenntnisse haben die Diskussion weiter angeheizt.

### Beispiel Sauerstoff

O_{2} Konzentrationen der Atmosphäre über die letzten 3,8 Milliarden Jahre (Ga). Die rote und die grüne Kurve geben die ermittelten Maximal- bzw. Minimalwerte an.
Phasen (Stages)
Phase 1 (vor 3,85–2,45 Ga): Praktisch kein O_{2} in der Atmosphäre.
Phase 2 (vor 2,45–1,85 Ga): O_{2} Anstieg, in Weltmeeren und mineralischen Sedimenten absorbiert.
Phase 3 (vor 1,85–0,85 Ga): Ozeane sind O_{2}-gesättigt, die weitere mineralische Absorption erfolgt überwiegend an Land.
Phase 4 (vor 0,85–0,6 Ga): O_{2} entweicht in die Atmosphäre, die anorganischen Aufnahmekapazitäten sind gefüllt. Landleben wird auch für O_{2}-Atmer (Tiere) möglich.
Phase 5 (vor 0,6 Ga bis heute): O_{2} akkumuliert in der Atmosphäre.

Der Gaia-Hypothese zufolge blieb der Sauerstoffgehalt der Atmosphäre weitgehend konstant, seit das Leben auf dem Land aktiv ist. Die Gaia-Hypothese besagt, dass das System „Leben“ selbst den Anteil stabil hält (eine Konsequenz dieser Überlegung ist, dass ein Exoplanet mit einer Atmosphäre, die Sauerstoff und ein Gas, das mit Sauerstoff reagiert, enthält, ein Indiz für Leben sei. Die Atmosphäre des Jupitermondes Europa enthält Sauerstoff, aber nicht nennenswert andere Stoffe.).
Tatsächlich stieg die Sauerstoffkonzentration der Atmosphäre im Zeitraum vor 2,2 Milliarden Jahren bis vor 2 Milliarden Jahren von unter 0,0008 atm auf über 0,002 atm durch die sich etablierenden photosynthetisch aktiven Mikroorganismen. Vor 300 Millionen Jahren hatte die Sauerstoffkonzentration als Resultat der Aktivität von Landpflanzen mindestens 0,21 atm erreicht. Seit Besiedelung der Landflächen schwankte der Sauerstoffgehalt der Atmosphäre wesentlich stärker als in den Zeiträumen davor.

### Beispiel Klimaschwankungen
Das globale Klima war bis vor 600 Millionen Jahren extremen Schwankungen ausgesetzt; der Gaia-Hypothese zufolge soll es seither stabil geblieben sein. Zeitweise war die Erde von einem Eispanzer regelrecht überzogen („Schneeball Erde“), während sie zu anderen Zeiten komplett eisfrei war. Kritiker der Gaia-Hypothese argumentieren deshalb, dass solche extremen Schwankungen der Vorstellung von einer im Gleichgewicht gehaltenen Biosphäre widersprechen.

Schätzung der oberflächennahen Globaltemperaturen innerhalb der letzten 540 Millionen Jahre

Befürworter sehen es umgekehrt: Eine Erklärung für diese frühen Klimaschwankungen ist, dass es in jener frühen Zeit (Präkambrium) noch keine komplexen Organismen mit Skeletten oder Kalkschalen gab. Das kalkhaltige Meeresplankton spielt heute eine enorme Rolle für den CO2-Haushalt der Meere. Wenn diese Organismen wachsen, nehmen sie Kohlenstoffdioxid (CO2) aus dem Wasser auf, und wenn sie wieder sterben, sinken sie mitsamt ihrer Kalkschale auf den Meeresgrund, wo sich dann im Laufe der Jahrmillionen massive Kalksedimente bilden. Auf diese Weise stabilisiert sich chemisch der CO2-Gehalt der Meere – damit indirekt auch der der Atmosphäre. Die Entstehung dieser Organismen hätte demzufolge dazu beigetragen, die Lebensbedingungen auf der Erde zu stabilisieren und somit zu verbessern. Tatsächlich unterlag aber auch die Globaltemperatur der letzten 600 Millionen Jahre ganz erheblichen Schwankungen zwischen extremem Treibhausklima (Perm-Trias) und mehreren Eiszeitaltern (Ordovizium, Perm–Karbon, Känozoikum).

### Beispiel Salzgehalt der Meere
Der Salzgehalt der Meere liegt konstant bei 3,5 %. Obwohl vom Land weiterhin beträchtliche Mengen an Mineralien gelöst und ins Meer verfrachtet werden, ist der Salzgehalt seit Jahrmillionen nicht mehr gestiegen. Nimmt man an, dass die Mineralfracht in früheren Zeiten ähnlich hoch war wie heute, müsste inzwischen so viel Salz in den Meeren sein, dass höhere Lebensformen nicht mehr existieren könnten. Tatsächlich gibt es Prozesse, die Salz auch wieder aus dem Ozean entfernen. Hierzu gehört zum einen die Bildung von Lagunen und abgeschlossenen Meeresbecken, in denen sich Meerwasser sammelt, verdunstet und sich auf diese Weise mächtige Salzablagerungen bilden. An der Bildung solcher Lagunen sind riffbildende Organismen beteiligt. Auch dies ist somit nach Lovelock ein Prozess, bei dem die Gemeinschaft der Lebewesen selbst dafür sorgt, dass ihre Lebensbedingungen erhalten bleiben. Zum anderen werden Methylchlorid und Methyliodid durch Meeresalgen produziert und anschließend in die Atmosphäre freigesetzt. Auch durch diesen biologischen Prozess werden Salzbestandteile wie Chlor aus dem Meerwasser entfernt.
Gegen diese Argumentation sprechen jüngere Forschungen. Die Theorie, der Urozean sei mit der Zeit immer salziger geworden, konnte nicht bestätigt werden. Offenbar war der Salzgehalt bereits vor über einer Milliarde Jahren höher als heute – was mit ein Grund dafür gewesen sein könnte, dass es so lange gedauert hat, bis sich höhere Lebensformen in den Ozeanen entwickelten.

## Geschichte
Die Ursprünge der Gaia-Hypothese liegen im wissenschaftlichen Hintergrund der beiden Forscher James Lovelock und Lynn Margulis. Der Biophysiker Lovelock befasste sich intensiv damit, wie die Biosphäre im Laufe der Erdgeschichte die Erdatmosphäre verändert hat und noch immer verändert. Er postulierte 1969 einen Rückkopplungsmechanismus für eine tendenziell abnehmende Konzentration des Treibhausgases CO2 bei ansteigender Sonneneinstrahlung. „Diese Phänomene“, schrieb Lovelock, „sind nur verständlich, wenn der Planet als ein einziger lebender Organismus angesehen wird.“
Die Biologin Lynn Margulis wiederum gilt als eine der Begründerinnen der Endosymbiontentheorie, wonach die heutigen Zellen einst aus der Symbiose eigenständiger Organismen entstanden sind. Die Idee der Symbiose hat ihr gesamtes biologisches Denken geprägt. „Gaia“, meinte Greg Hinkle (Student von Lynn Margulis und heute Professor), sei „Symbiose aus dem Weltraum betrachtet“. Schließlich besagt die Gaia-Hypothese, dass die Gesamtheit der Organismen auf der Erde gewissermaßen in Symbiose einen größeren Organismus bilden.
Die Bezeichnung Gaia-Hypothese basiert auf einer Anregung des Schriftstellers William Golding, der in der gleichen Ortschaft wie (bis 1976) Lovelock lebte (Bowerchalke, Wiltshire, UK). Goldings Vorschlag basierte auf Gea, einer alternativen Schreibweise für den Namen der griechischen Göttin, der als Präfix in Geologie, Geophysik und Geochemie Verwendung findet. Golding thematisierte Gaia Mater 1983 in seiner Nobelpreisrede.
1983 schlug Glenn Shaw eine später als CLAW-Hypothese bezeichnete Alternative vor, nach der der globale Thermostat nicht auf dem Kohlenstoffkreislauf zwischen Biosphäre und subduzierten Sedimenten, sondern auf einem Schwefelkreislauf zwischen Ozean und Atmosphäre beruht. Auch dabei spielt Phytoplankton eine große Rolle.
Mehrere wissenschaftliche Symposien haben sich mit der Gaia-Theorie beschäftigt, das jüngste davon 2006 in Arlington. Einige Wissenschaftler (allen voran Peter Ward) haben inzwischen auch eine Gegenthese formuliert, in der sie die Biosphäre eher als Medea beschreiben, da sie in bestimmten Fällen auch selbstzerstörerisch sein könne. Als Belege führen sie unter anderem jüngere Erkenntnisse an, wonach von Bakterien produzierte Halogen-Kohlenwasserstoffe das Massenaussterben an der Perm-Trias-Grenze ausgelöst haben könnten.

## Verständnis von Leben
Der Gaia-Hypothese liegt ein systemtheoretisches Verständnis von Leben zu Grunde. Ein Lebewesen ist demnach ein offenes und Entropie-produzierendes System, das sich reaktiv und selbstorganisierend in einer Weise an seine Umgebung anpassen kann, dass es durch Entropie-Export seine Entropie dynamisch unterhalb seiner maximalen Entropie zu halten vermag (vergleichbar mit einer idealen Kreislaufwirtschaft). Ein zentrales Kennzeichen von Lebewesen ist zudem die Fortpflanzung.

## Modellierung
Um die Gaia-Hypothese zu untermauern und der Kritik zu begegnen, sie sei rein teleologisch, schuf Lovelock mit Daisyworld eine einfache Computersimulation, in der das Leben in einem selbstregulierenden Prozess trotz sich ändernder äußerer Parameter konstante Umweltbedingungen auf einem Planeten aufrechterhält.

## Wirkung und spirituelle Verklärung
Seit der Formulierung steht die Hypothese in der Diskussion zwischen Kritik und Faszination für das Bild, das sie transportiert.
Der Begründer der Gaia-Hypothese, James Lovelock, bemerkt dazu:

„Aber wenn ich von einem lebendigen Planeten spreche, soll das keinen animistischen Beiklang haben; ich denke nicht an eine empfindungsfähige Erde oder an Steine, die sich nach eigenem Willen und eigener Zielsetzung bewegen. Ich denke mir alles, was die Erde tun mag, etwa die Klimasteuerung, als automatisch, nicht als Willensakt; vor allem denke ich mir nichts davon als außerhalb der strengen Grenzen der Naturwissenschaften ablaufend. Ich achte die Haltung derer, die Trost in der Kirche finden und ihre Gebete sprechen, zugleich aber einräumen, dass die Logik allein keine überzeugenden Gründe für den Glauben an Gott liefert. In gleicher Weise achte ich die Haltung jener, die Trost in der Natur finden und ihre Gebete vielleicht zu Gaia sprechen möchten.“

Im Zuge der Ökologiebewegung hat die Gaia-Hypothese viele Anhänger in der Hippie- und New-Age-Bewegung gefunden. Hier wird die Erde gelegentlich als „beseelter“ Organismus dargestellt, der – wie eine Erdgöttin – bestraft und belohnt. Damit wird Prozessen eines Ökosystems eine Bedeutung gegeben, die zu teleologischen Erklärungsversuchen führt. Die Begründer der Hypothese haben sich von einer solchen Auslegung ihrer Hypothese stets distanziert.

## Trivia
Die Gaia-Hypothese wird im Kinofilm Kingsman: The Secret Service als Forschungsgebiet des fiktiven Wissenschaftlers Professor James Arnold dargestellt.
Das Computerspiel SimEarth von 1990 nutzt das Gaia-Modell als Grundlage für die Simulation des Ökosystems. James Lovelock wirkte bei der Entwicklung des Spieles als Ratgeber mit. Ein Spielszenario in SimEarth ist ein vereinfachtes Daisyworld-Modell.
Das Computerspiel Sid Meier’s Alpha Centauri referenziert Gaia als treibende Kraft des Planeten und dessen Entwicklung.